# ガードフィッシュ (潜水艦)
ガードフィッシュ (USS Guardfish, SS-217) は、アメリカ海軍の潜水艦。 ガトー級潜水艦 の6番艦。同名のアメリカ海軍艦艇としては最初の艦である。 なお、退役から20年後にパーミット級原子力潜水艦10番艦として2代目「ガードフィッシュ」が就役している。艦名は北米大陸に生息する緑色と銀色の細長い胴体に狭くとがったあごを持つ貪欲な魚、ダツ科のオキザヨリの通称に由来する。

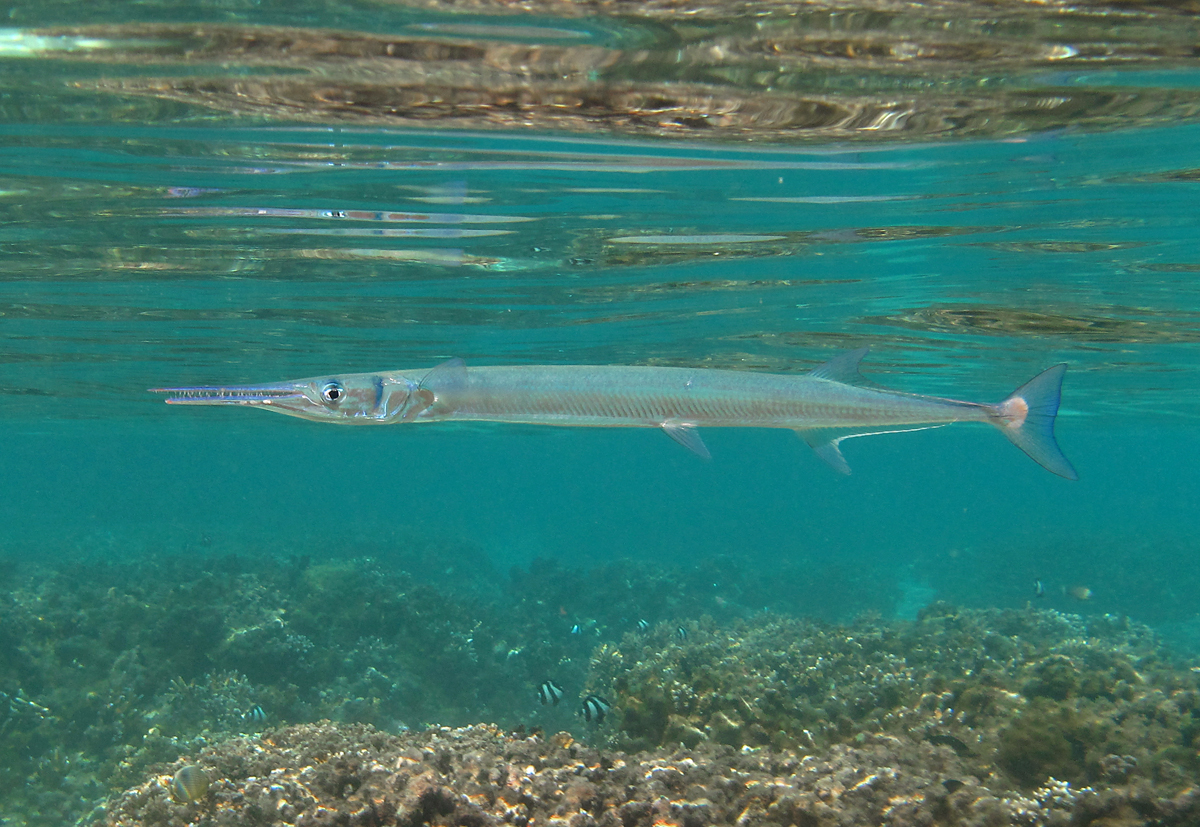
ハウンド・ニードルフィッシュ（通称Guardfish）

## 艦歴
ガードフィッシュは艦隊型潜水艦としてコネチカット州グロトンのエレクトリック・ボート社で 1942年1月20日起工された。同年5月、エドワード・J・マーカート夫人によって進水、ニューロンドン海軍潜水艦基地においてトーマス・ブルトン・クラークリング少佐（アナポリス1927年組）の指揮下就役した。ニューロンドンでの整調を終えたガードフィッシュは、6月28日にニューロンドンを離れパナマ運河を通過して真珠湾へと向かった。真珠湾には7月25日に到着した。

### 第1、第2の哨戒 1942年8月 - 11月
8月6日、ガードフィッシュは最初の哨戒で日本近海に向かった。ガードフィッシュは本州の東側を南から北へと哨戒し、8月19日朝には北緯38度26分 東経145度39分 / 北緯38.433度 東経145.650度の地点で「8,000トン級日本海軍特務艦」を発見し、魚雷を3本発射したが結果は良くなく、やがて駆逐艦の姿が見え反撃を行ってきたので、ガードフィッシュはこの海域を立ち去った。8月22日夕刻にトロール船を撃沈した。付近を航行中の船舶が聴取したところによれば、北緯40度09分 東経142度31分 / 北緯40.150度 東経142.517度の地点の南東方から10もの砲弾の音と火災、爆発の音が聞こえ、42分で消え去ったという。ガードフィッシュは南下して獲物を求める。8月24日午後には北緯38度12分 東経141度30分 / 北緯38.200度 東経141.500度の金華山灯台沖で輸送船「盛海丸」（北日本汽船、3,114トン）を発見し、魚雷を3本発射して2本命中させ撃沈した。ガードフィッシュは再び北上し、翌8月25日朝にも北緯40度10分 東経142度10分 / 北緯40.167度 東経142.167度の地点で輸送船「帝仙丸」（元ドイツ船ウルスラ・リクマス/三菱汽船委託、5,050トン）に対して魚雷を2本発射したが、この魚雷は回避された。9月2日朝7時45分には北緯41度49分 東経143度04分 / 北緯41.817度 東経143.067度の襟裳岬南東13海里の地点で輸送船「帝久丸」（元デンマーク船グスタフ・ディーデリヒセン /帝国船舶、2,332トン）を発見し、魚雷を3本発射して2本命中させ、さらに魚雷を4本発射したがその必要はなく、「帝久丸」は船体を分断されて沈没した。9月4日、北緯40度28分 東経141度41分 / 北緯40.467度 東経141.683度の八木沖に達したガードフィッシュは、島影に3隻の輸送船と1隻の800トン級タンカーがいるのを発見し、まず先頭の2隻の輸送船に対して魚雷を1本ずつ計2本発射するも命中しなかった。5時間後、先頭の輸送船に対して魚雷を1本発射し命中させ、続く目標に対しても魚雷を2本発射。一連の攻撃で2隻の輸送船、「会明丸」（会陽汽船、5,253トン）と「天祐丸」（菅谷汽船、3,738トン）を撃沈し、残る輸送船のうち、「ちた丸」（栃木汽船、2,276トン）は久慈湾の中に逃れて投錨したが、間もなく雷撃され着底した。大湊警備府の艦艇が現場に向かって爆雷攻撃を実施したが、ガードフィッシュはまんまと逃げ去った。9月15日、ガードフィッシュは40日間の行動を終えてミッドウェー島に帰投。一連の攻撃が評価され、クラークリング艦長に海軍十字章が、ハーマン・J・コスラー大尉（アナポリス1934年組）にシルバースターがそれぞれ授けられた。
9月30日、ガードフィッシュは2回目の哨戒で東シナ海に向かった。10月19日午前、北緯27度32分 東経127度24分 / 北緯27.533度 東経127.400度の久米島近海を航行中のガードフィッシュは、輸送船「伏見丸」を発見し、魚雷を6本発射して最低1本を命中させて損傷を与えたと評価された。浮上のまま追跡を続けていたが、やがて哨戒機に発見され急速潜航を行った。直後に至近弾を受けたが、大した被害も受けず振り切った。2日後の10月21日、ガードフィッシュは北緯27度25分 東経123度05分 / 北緯27.417度 東経123.083度の地点で輸送船7隻からなる第279船団を発見し、先頭の6,700トン輸送船に対して魚雷を4本発射し、2本が輸送船「日穂丸」（日産汽船、6,363トン）に命中して同船を撃沈。続く攻撃で8,700トン級タンカーに対して魚雷を3本発射し、約2分後には救命ボートを降ろしているかのような光景が見られた。8,700トン級タンカーは後日、4,000トン級輸送船に修正された上で撃沈が認定されたが、該当する戦果はなかった。11月2日には鳥島の写真撮影を行い、南西諸島の南側を通過した。11月28日、ガードフィッシュは59日間の行動を終えて真珠湾に帰投。二度にわたる哨戒任務での傑出した戦果によって、ガードフィッシュは殊勲部隊章を受章した。

### 第3、第4、第5の哨戒 1942年12月 - 1943年8月

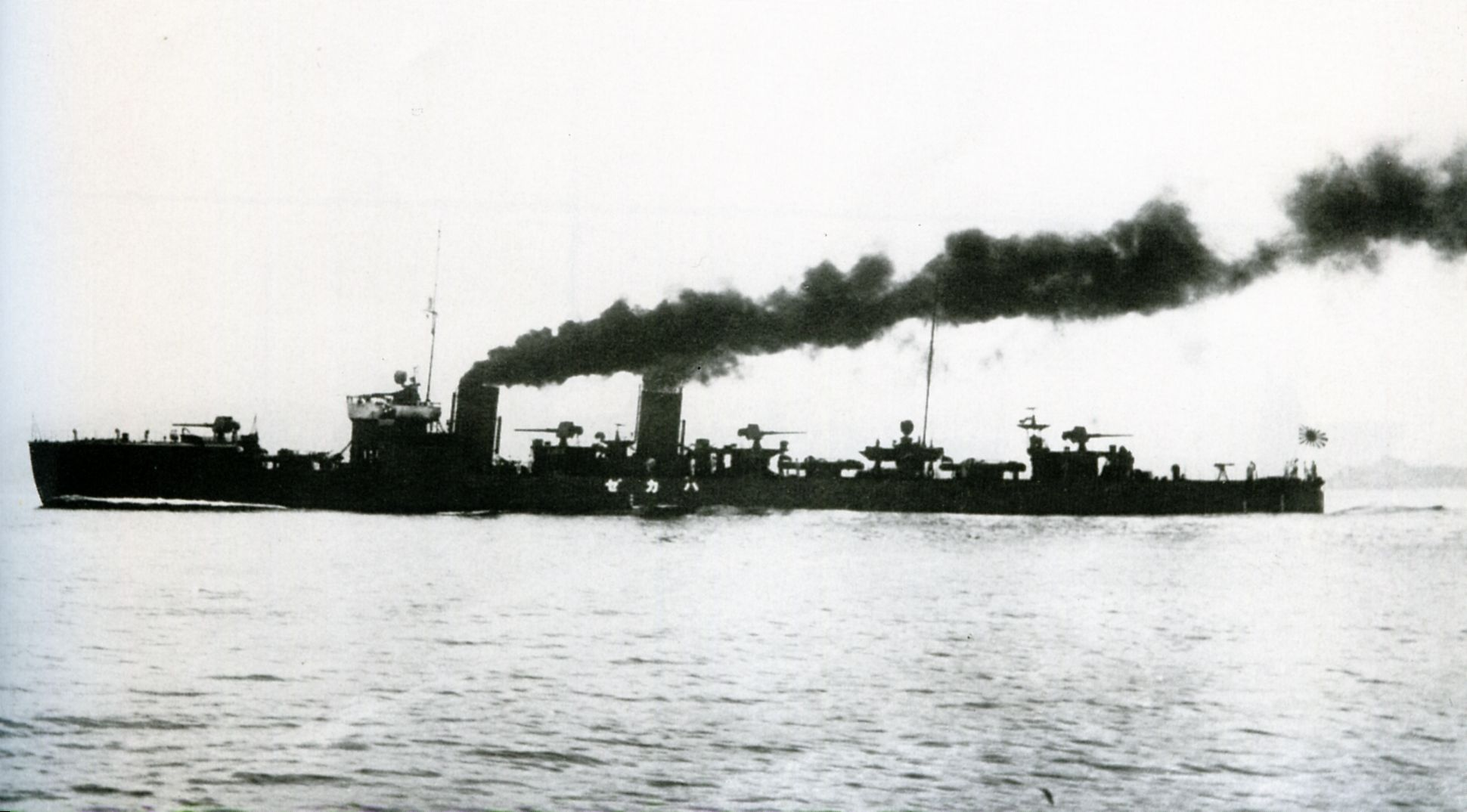
駆逐艦「羽風」（1920年）

12月20日、ガードフィッシュは3回目の哨戒でトラック諸島方面に向かった。ウェーク島、タオンギ環礁、エニウェトク環礁近海を抜けて1943年1月1日にトラック北方海域に到着し、一週間の間哨戒を行うこととなった。しかし戦果は挙がらず、1月10日から哨区をニューアイルランド島北方海域に移すこととした。1月12日夜、ガードフィッシュは南緯02度51分 東経149度43分 / 南緯2.850度 東経149.717度のニューアイルランド島近海でレーダーにより目標を探知し、浮上したまま接近して確認すると「初春型駆逐艦」であると推定された。日付が1月13日になろうとする頃に魚雷を3本発射し、2本目の魚雷が命中して目標は爆発。この攻撃で「第一号哨戒艇」を撃沈した。1月20日からはニューアイルランド島南方海域での哨戒に移る。1月22日未明、ラバウルにいたる交通路を哨戒していたガードフィッシュは、南緯03度55分 東経152度07分 / 南緯3.917度 東経152.117度の地点で8,000トン級輸送船と護衛の駆潜艇を発見する。駆潜艇に向けて発射された1本の魚雷は外れたが、輸送船に対して発射された3本の魚雷のうち1本は命中し、目標からは蒸気と煙が高く立ち上った。この戦果は戦後になって、「4,000トン級輸送船1隻撃沈」と下方修正された。翌1月23日未明にも南緯03度42分 東経15度55分 / 南緯3.700度 東経15.917度の地点で2隻の小型艦艇に護衛された大型輸送船を発見するが攻撃位置を取れず、浮上して捜索を続けた所、夕方になって南緯02度47分 東経150度38分 / 南緯2.783度 東経150.633度の地点で「朝潮型駆逐艦」を発見して魚雷を3本発射。魚雷は駆逐艦「羽風」に向かっていき、2本目まではかわされたが、3本目の魚雷が命中して「羽風」は沈んだ。1月28日にはシンプソン湾口で輸送船団を発見したが、護衛艦に阻止され攻撃はならなかった。ガードフィッシュはウェワク方面を短期間哨戒した後、ヴィティアス海峡を経由して南に向かった。2月15日、ガードフィッシュは56日間の行動を終えてブリスベンに帰投した。
3月9日、ガードフィッシュは4回目の哨戒でビスマルク諸島方面に向かった。ニューアイルランド島とニューブリテン島近海を巡り、日本艦船が多いと思われるコースを哨戒。病院船や駆逐艦、潜水艦を発見したが、結局この哨戒では戦果を挙げることはなかった。4月18日には南緯02度30分 東経149度41分 / 南緯2.500度 東経149.683度の地点で病院船「亜米利加丸」（大阪商船、6,070トン）を目撃。4月30日、ガードフィッシュは52日間の行動を終えてブリスベンに帰投。艦長がノーヴェル・G・ワード少佐（アナポリス1935年組）に代わった。
5月25日、ガードフィッシュは5回目の哨戒でビスマルク諸島方面に向かった。前回とほぼ同様のコースをたどり、6月1日には南緯05度26分 東経152度19分 / 南緯5.433度 東経152.317度の地点で日の丸を描いた日本潜水艦の姿を目撃するが、14,000ヤード (13 km) 離れた先にいたため、見るだけに終わった。6月13日未明、ガードフィッシュは南緯03度14分 東経151度31分 / 南緯3.233度 東経151.517度のニューブリテン島北西海域で、レーダーにより目標を探知する。目標は2隻の護衛艦を配し、南に向かっていた。明け方近くになり魚雷を4本発射し、1本が目標である7,000トン級輸送船に命中したと判断される。潜望鏡深度に戻して観測すると、目標は魚雷命中により重油を流出させていた。航空機とサンパンをやり過ごした後、午後に入って南緯03度07分 東経151度24分 / 南緯3.117度 東経151.400度あるいは南緯03度00分 東経151度18分 / 南緯3.000度 東経151.300度の地点で「4,000トン級輸送船」と目された輸送船「鈴谷丸」（北日本汽船、901トン）を発見。魚雷を2本発射し、2本目の魚雷が命中して鈴谷丸を撃沈した。6月19日未明、ガードフィッシュはのアドミラルティ諸島近海で輸送船団を発見する。しかし、攻撃を仕掛ける前に「第22号駆潜艇」の爆雷攻撃を受け、ソナーが破棄されたりボルトが緩むなどの損傷を受けたが、修理の上哨戒を続けた。7月8日、ガードフィッシュはブリスベンに針路を向けて航行を開始し、7月14日にはツラギ島に寄港。8月2日、ガードフィッシュは70日間の行動を終えてブリスベンに帰投した。

### 第6、第7の哨戒 1943年8月 - 1944年2月
8月24日、ガードフィッシュは6回目の哨戒でビスマルク諸島方面に向かった。9月21日にツラギ島に寄港し、9月28日までの間はブーゲンビル島に揚陸した部隊と連絡を取る特別任務に就く。10月7日夜、ガードフィッシュは潜水艦「ピート」 (USS Peto, SS-265) から輸送船団に関する情報を受け取り、捜索を行ったところ、翌10月8日未明に4隻の大型輸送船と2隻の護衛艦からなる輸送船団を発見する。ガードフィッシュは南緯00度25分 東経146度22分 / 南緯0.417度 東経146.367度の地点で魚雷を6本発射し、うち2本が陸軍船「加州丸」（福洋汽船、5,460トン）に命中してこれを撃沈する。翌10月9日午後から10月10日未明にかけても、北緯00度10分 東経147度19分 / 北緯0.167度 東経147.317度から北緯01度06分 東経145度55分 / 北緯1.100度 東経145.917度の地点にかけて4,800トン級輸送船を追い掛け回し、10月9日の攻撃では発射した3本の魚雷は全て外れたが、10月10日の攻撃で発射した魚雷のうち1本が命中して、目標は沈没したと判定される。10月13日にも南緯03度44分 東経151度28分 / 南緯3.733度 東経151.467度の地点で2隻の大型輸送船と護衛艦を発見し、魚雷を4本発射したが命中せず、375フィート (114 m) の深さまで投下された爆雷を避ける羽目となった。その後はブリスベンに針路を向け、2日間にわたってラバウル空襲に参加した爆撃機の援護任務に就いた。10月19日、ガードフィッシュはツラギ島に寄港して海兵隊の探査部隊を乗艦させ、10月28日にブーゲンビル島のエンプレス・オーガスタ湾に部隊を上陸させた。この任務は、11月1日に行われた連合軍のブーゲンビル島タロキナへの上陸に少なからず貢献した。11月3日、ガードフィッシュは70日間の行動を終えてブリスベンに帰投した。
ブリスベンで次の哨戒に備えて待機してる最中の12月3日、ガードフィッシュは南緯26度45分 東経154度30分 / 南緯26.750度 東経154.500度の地点でアメリカ陸軍のオイルバージ「YO-20」に衝突され、右舷艦体の後部に裂け目ができるほどの損傷を負った。

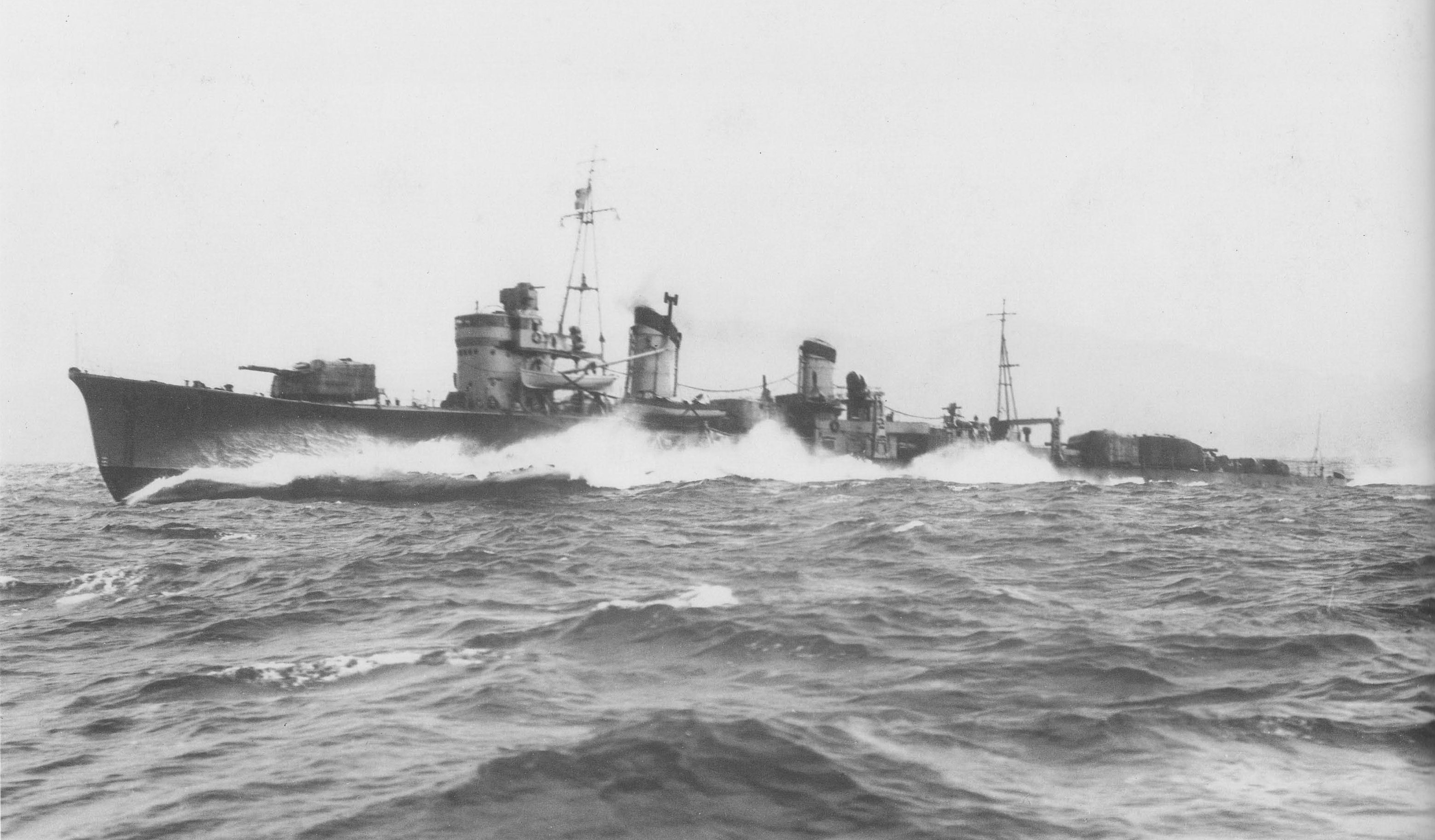
駆逐艦「海風」（1937年）

12月27日、ガードフィッシュは7回目の哨戒でトラック諸島方面に向かった。1944年1月11日に北緯01度41分 東経147度12分 / 北緯1.683度 東経147.200度の地点で遺棄された日本軍のボートを機銃掃射で処分。1月14日午後、ガードフィッシュはパラオ東方海域で2隻の駆逐艦を発見する。この駆逐艦は、3隻の特設運送船（給油）、「国洋丸」（国洋汽船、10,026トン）「日本丸」（山下汽船、9,971トン）および「健洋丸」（国洋汽船、10,024トン）を出迎えるためラバウルから会合地点に向かっていた「漣」と「曙」であり、ガードフィッシュは、近在にいた姉妹艦「アルバコア」(USS Albacore, SS-218) が「漣」を撃沈する光景を目撃した。船団自体もすでに姉妹艦「スキャンプ」 (USS Scamp, SS-277) が北緯05度02分 東経140度50分 / 北緯5.033度 東経140.833度の地点で「日本丸」を撃沈して、パラオ近海から護衛に就いていた駆逐艦「島風」と「早波」の制圧を受けていた。駆逐艦を発見してから2時間後には爆雷攻撃の音が聞こえ、「日本丸」から発しているであろう黒煙を見ることも出来た。夕方近くになり、北緯05度23分 東経141度32分 / 北緯5.383度 東経141.533度の地点でようやく船団を発見し、魚雷を6本発射して「健洋丸」に2本命中させて撃沈した。その後、マヌス島近海を経て1月27日にツラギ島で補給を行った後、トラック諸島南方に移動。2月1日に、北緯07度10分 東経151度43分 / 北緯7.167度 東経151.717度のトラック南水道付近で入港しつつあった第3113船団を発見し、魚雷を4本発射して護衛の駆逐艦「海風」に1本命中させこれを撃沈した。2月18日、ガードフィッシュは54日間の行動を終えて真珠湾に帰投。オーバーホールのためにサンフランシスコのベスレヘム・スチールに回航され、2月27日に到着した。オーバーホールを終えたガードフィッシュは6月1日に真珠湾に到着した。

### 第8、第9の哨戒 1944年6月 - 10月
6月14日、ガードフィッシュは8回目の哨戒で潜水艦「スレッシャー」(USS Thresher, SS-200)「ピラーニャ」(USS Piranha, SS-389) 「アポゴン」(USS Apogon, SS-308) とウルフパック "Mickey Finns" （ミッキー・フィンズ）を構成しルソン海峡に向かった。ウィリアム・ヴィンセント・オレガン大佐がガードフィッシュに乗艦して「ミッキー・フィンズ」の指揮を執った。7月5日に最初の目標を発見するも、爆雷攻撃によって機先を制せられて攻撃できなかった。7月12日には「スレッシャー」の報告に基づいて輸送船団を捜し求めるも、浮上と潜航を繰り返した挙句、「ピラーニャ」からのものと思われる雷撃の音を聴取したのみであった。「ピラーニャ」はこの時、モマ01船団を攻撃して陸軍輸送船「日蘭丸」（南洋海運、6,503トン）を撃沈したが、ガードフィッシュはそのお零れにもありつけなかった。7月15日夜、その「ピラーニャ」から新たな輸送船団、タマC21船団に関する情報を受信し、スレッシャーとともに予想針路上に急行する。翌7月16日朝、北緯19度15分 東経120度15分 / 北緯19.250度 東経120.250度のルソン島北西端ボヘヤドール岬北北西100キロ地点で、ついにタマ21C船団を発見。午前中に「ピラーニャ」が陸軍輸送船「志あとる丸」（大阪商船、5,773トン）を撃沈したのを手始めに、夜になって「スレッシャー」が輸送船「西寧丸」（大連汽船、4,918トン）を撃沈した。ガードフィッシュは、日の当たるうちは航空機を警戒して形勢を窺っていたが、夜の帳が下りた後、戦闘配置を令して攻撃態勢に移る。日付が7月17日になろうとする頃、ガードフィッシュはタンカーと輸送船総計5隻に向けて魚雷を6本発射し、その全てが命中したと判断された。魚雷は陸軍輸送船「仁山丸」（宮地汽船、5,215トン）と海軍徴傭船「満泰丸」（山下汽船、5,864トン）に命中し、弾薬が誘爆するなどしていずれも早い時間で沈没していった。日付が変わって7月17日0時34分ごろには「大型輸送船」に対して魚雷を3本発射し、陸軍輸送船「日山丸」（宮地汽船、2,838トン）に2本命中して撃沈した。3時前後にも最初の攻撃で撃ち漏らした目標に対して魚雷を2本ずつ計4本発射し、7,500トン級輸送船に損傷を与えたと判断された。爆雷攻撃が過ぎ去るのをひたすら待ち、夕刻に浮上した。7月18日夕刻にも北緯20度32分 東経119度15分 / 北緯20.533度 東経119.250度の地点で高速輸送船団を発見し、魚雷を3本発射し2本が9,800トン級輸送船に命中したと判断される。7月19日朝、ガードフィッシュは北緯20度50分 東経118度27分 / 北緯20.833度 東経118.450度の地点でユタ09船団を発見し、最後に残った4本の魚雷を発射。魚雷は陸軍船「帝龍丸」（元ドイツ船アウクスブルク/帝国船舶、6,550トン）に命中してこれを撃沈した他、4,000トン級輸送船にも命中したと考えられた。7月31日、ガードフィッシュは46日間の行動を終えてミッドウェー島に帰投。この哨戒での功績により2個目の殊勲部隊章を受章した。
8月23日、ガードフィッシュは9回目の哨戒で「スレッシャー」および「サンフィッシュ」(USS Sunfish, SS-281) とウルフパックを構成し東シナ海に向かった。9月2日、ガードフィッシュは北緯29度48分 東経140度20分 / 北緯29.800度 東経140.333度の孀婦岩近海で3隻のサンパンを発見し、僚艦とともに40分にわたる砲撃戦の末、サンパンのうち100トン級のものを撃沈した。9月25日夜、ガードフィッシュは北緯38度30分 東経124度06分 / 北緯38.500度 東経124.100度の朝鮮半島西岸椒島西方15海里地点で輸送船「第二宮川丸」（東洋海運、873トン）を発見し、魚雷を2本発射して1本を命中させて撃沈した。10月9日未明には大物を発見する。海軍徴傭船「浅間丸」（日本郵船、16,975トン）はフィリピンに進出する日本陸軍の将兵を乗せて10月8日に門司を出港する。ガードフィッシュは未明に北緯32度44分 東経127度03分 / 北緯32.733度 東経127.050度の地点で浅間丸と3隻の駆逐艦を発見し、魚雷を4本発射したが全て外れた。10月16日朝、ガードフィッシュは北緯30度45分 東経152度12分 / 北緯30.750度 東経152.200度の地点で特設監視艇「精良丸」（畠山泰蔵、99トン）を発見し、4インチ砲と40ミリ機関砲で攻撃を行ったが、そこに「第二号福吉丸」（鈴木平兵衛、98トン）が助太刀に駆けつけたため、ガードフィッシュは戦闘を切り上げてミッドウェー島に向かった。10月24日、ガードフィッシュは62日間の行動を終えて真珠湾に帰投。艦長がダグラス・T・ハモンド中佐（アナポリス1931年組）に代わった。

### 第10、第11、第12の哨戒 1944年11月 - 1945年6月・エクストラクターへの誤射
11月26日、ガードフィッシュは10回目の哨戒でルソン海峡および南シナ海に向かった。12月8日にサイパン島タナパグ湾に到着して補給を行った後、12月半ばには哨区に到着した。この哨戒任務においては特に成果もなく、1945年1月6日夜に北緯21度39分 東経116度25分 / 北緯21.650度 東経116.417度の地点で中型輸送船と思われる目標に対し、浮上レーダー攻撃によって魚雷を3本発射して命中しなかった。哨戒は平穏に終わろうとしていた。1月17日に基地に戻るよう命令が出て、ガードフィッシュはグアムアプラ港に戻ることにした。帰路も特に事件はなかったかのように思えたが、もう少しでグアムという1月23日に、レーダーに反応が出た。スクリーン上の点は小さい船か潜水艦と思われた。それはアメリカ船では無いように思われたものの友軍艦船の動向に関する情報を持っていなかったためハモンド艦長は司令部に情報を求め、最終的にこの海域には友軍は存在しないとの情報を得た。だが、目標は実際には味方の救難艦「エクストラクター」(USS Extractor, ARS-15) であった。「エクストラクター」は帰投命令を受けており、そのためその海域には存在していないと思われていたのだが、実際にはその命令は伝わっていなかった。1月24日3時45分にハモンド艦長は戦闘配置を令し、左方向から進んでくる目標に対して攻撃態勢に入った。潜望鏡から観測した印象と艦影図表で、目標は日本の潜水艦であり、その中の「伊一六五型潜水艦」と判断された。6時20分に魚雷は4本発射され、うち2本が命中。目標は煙に包まれ北緯15度44分 東経135度29分 / 北緯15.733度 東経135.483度の地点で沈没していった。ハモンド艦長は浮上して捕虜とする生存者を探すように令し、ガードフィッシュは浮上した。しかし、浮上してみると様子がおかしかった。日本の潜水艦を撃沈したはずなのに何故か黒人の乗組員が泳いでおり、英語で助けを求めていた。誤射は直ちに判明した。海上も穏やかだったので、ガードフィッシュの救助活動は順調に行われた。しかし、「エクストラクター」の79人の乗組員のうち73人を救助に成功したものの、6人は救助できなかった。1月26日、ガードフィッシュは60日間の行動を終えてアプラ港に帰投。アプラ港に停泊中の潜水母艦「スペリー」(USS Sperry, AS-12) に横付けした。
帰投後、グアムのキャンプ・ディーレイにてエクストラクター誤認撃沈に関する査問が開かれた。ハモンド艦長および「エクストラクター」のバブコック艦長がそれぞれ証言を行い、その結果、波浪の影響でガードフィッシュの通信アンテナが機能せず、対空用および対艦用レーダーで通信を受信せざるを得ず情報の受信に支障が出て、結果的に敵味方識別装置の作動を怠っていたことがわかった。また、「エクストラクター」も同じく敵味方識別装置の作動を怠っていた疑いがあった。つまり、不手際と不手際が重なった末の事件と結論付けられた。いずれにせよ、ハモンド艦長は解任されることはなかったものの、ガードフィッシュ自体は乗組員に「役立たず」なる不名誉なレッテルを貼られたり、僚艦の乗組員に「いつバトルフラッグに星条旗を描き加えるんだ？」などと揶揄されることとなった。
2月27日、ガードフィッシュは11回目の哨戒で日本近海に向かった。この哨戒では紀伊水道を通って瀬戸内海に後退するであろう日本艦隊を待ち構えることと、日本本土空襲を行う B-29 に対する支援に費やされた。3月13日深夜から翌日未明の大阪大空襲と3月17日の神戸大空襲の支援に任じた後、3月19日、呉軍港空襲のついでに神戸を攻撃した際に撃墜された空母「ハンコック」 (USS Hancock, CV-19) 所属の戦闘機パイロット、パウル・H・ウィットフォード中尉とヴィンセント・ロイヤル・スミス中尉を救助した。4月11日、ガードフィッシュは44日間の行動を終えてミッドウェー島に帰投した。
5月8日、ガードフィッシュは12回目の哨戒で日本近海に向かった。この哨戒でも野島崎から本州東方海上を越え、襟裳岬および釧路港沖に至る海域における、日本本土空襲に従事中に撃墜された B-29 クルーの救助任務が主であった。6月15日夜、ガードフィッシュはミッドウェー島に針路を向けるが、翌6月16日朝、北緯38度23分 東経145度00分 / 北緯38.383度 東経145.000度の地点で100トン級トロール船を発見し、浮上砲戦で撃沈した。6月26日、ガードフィッシュは46日間の行動を終えて真珠湾に帰投。その後は8月25日まで、真珠湾において水上艦による最新の対潜水艦戦戦術訓練を支援した。

### 戦後
ガードフィッシュは真珠湾での支援任務終了後本国に向かい、9月12日にパナマ運河を通過し9月16日にニューオーリンズに到着し、11月6日にニューロンドンに到着。同所で1946年5月25日に退役する。その後、1948年6月18日までニューロンドンで不活性状態のまま海軍予備役訓練艦として保管された。その後余剰艦と認定され、1960年6月1日に除籍される。第二次世界大戦で最も輝かしい戦果を挙げた潜水艦の一隻である本艦は、潜水艦の水雷標的として最後の任務に就いた。「ドッグフィッシュ」(USS Dogfish, SS-350) と「ブレニー」(USS Blenny, SS-324) の雷撃により、ガードフィッシュは1961年10月10日に海没処分となった。
ガードフィッシュは第二次世界大戦の戦功で11個の従軍星章を受章している。4回目と10回目を除く哨戒任務が成功とみなされた。

## 登場作品
『ジパング』
1942年6月6日のミッドウェー海域にタイムスリップしてきた海上自衛隊のイージス艦「みらい」を発見し、高雄型に酷似した日本海軍の新型艦と誤認して雷撃を行う。しかし、魚雷発射は「みらい」にすぐに探知され、さらにガスタービンエンジンによる機動力で魚雷は全弾回避される。その後、魚雷を4本に増やして再度の攻撃を試みるが、これも全て回避される。この一連の出来事に混乱・恐怖したCICの米倉薫一尉は独断でアスロックを発射してしまう。ガードフィッシュはアスロックによる追撃を受けた末、命中まであと100ヤードというところで「みらい」側が出した魚雷の自爆指令により難を逃れた。爆発が至近だったため、ガードフィッシュも無事では済まず船体に多大な損傷を負った。
なお、艦歴にあるとおりガードフィッシュの最初の哨戒は1942年8月であり、この時点で既に史実とは展開が変わっている。